# Кожокани (Алба)
Кожокани (рум. Cojocani) насеље је у Румунији у округу Алба у општини Могош. Oпштина се налази на надморској висини од 664 m.

## Становништво
Према подацима из 2002. године у насељу је живело 59 становника, од којих су сви румунске националности.